# Östliche Ödkarspitze
Östliche Ödkarspitze är en bergstopp i Österrike.   Den ligger i distriktet Innsbruck-Land och förbundslandet Tyrolen, i den västra delen av landet, 400 km väster om huvudstaden Wien. Toppen på Östliche Ödkarspitze är 2 738 meter över havet.
Terrängen runt Östliche Ödkarspitze är huvudsakligen bergig. Östliche Ödkarspitze är den högsta punkten i trakten. Runt Östliche Ödkarspitze är det ganska tätbefolkat, med 166 invånare per kvadratkilometer.. Närmaste större samhälle är Innsbruck, 16,9 km söder om Östliche Ödkarspitze. 
Trakten runt Östliche Ödkarspitze består i huvudsak av gräsmarker.